# جرأة (فلم)
جرأة (بالإنجليزية: Nerve) هو فيلم إثارة جريمة أمريكي تم إنتاجه في سنة 2016 وهو من إخراج هنري جوست وبطولة إيما روبرتس وديف فرانكو وجوليت لويس، قصة الفيلم مقتبسة من رواية بنفس العنوان، نشرت في سنة 2012، قامت شركة ليونزغيت إنترتاينمنت بتوزيع الفيلم في 27 يوليو 2016 وقد حقق مبيعات حوالي 27 مليون دولار أمريكي حتى الآن.

## القصة
قصة الفيلم تتكلم عن فتاة إسمها فينوس يتم قبولها في معهد كاليفورنيا للفنون إلا أنه بعد قبولها تخاف من إخبار والدتها بشأن خبر قبولها حيث أنها لا تزال حزينة على وفاة إبنها شقيق فينوس. صديقتها سيدني تصبح شخصية مشهورة في لعبة تدعى «جرأة» على الإنترنت، حيث يقوم اللاعب بأتمام تحديات يطلبها المشاهدون، بعدها تقوم صديقة فينوس سيدني وأصدقائها بطلب مشاركتها في اللعبة لتحصل على المال من هذا اللعبة.

## البطولة
- إيما روبرتس بدور فينوس
- ديف فرانكو بدور يان شريك فينوس في اللعبة
- جوليت لويس بدور والدة فينوس
- إيميلي ميد بدور سيدني
- مايلس هيزر بدور تومي أحد أصدقاء فينوس
- كيميكو غلين بدور ليف إحدي صديقات فينوس
- سميرة ويلي بدور أزهار إحدي صديقات فينوس
- إد سكويرس بدور تشاك
- براين مارك بدور جي بي
- مارك جون جيفريس بدور ويس
- ماشين غن كيلي بدور تي
- كايسي نيستات بدور اللاعب نفسه

## وصلات خارجية
- مقالات تستعمل روابط فنية بلا صلة مع ويكي بيانات
- الموقع الرسمي
- عصبية على قاعدة بيانات الأفلام على الإنترنت

لا توجد روابط لمواقع التواصل الاجتماعي.